# De Vier jaargetijden van Pieter Brueghel
De Vier jaargetijden van Pieter Brueghel è un film per la televisione del 1969 diretto da Kris Betz e Edward Deleu
e basato sulla vita del pittore fiammingo Pieter Bruegel il Vecchio.